# Чаепитие под куполом
«Чаепитие под куполом» (англ. Tea at the Treedome) — одна из первых трёх серий американского мультсериала «Губка Боб Квадратные Штаны». Данный эпизод был создан в 1998 году и показан 1 мая 1999 года на телеканале «Nickelodeon» в США, а в России — 4 марта 2000 года.

## Сюжет
Эпизод начинается с ловли медуз Губки Боба, в ходе чего он натыкается на сухопутную белку, сражающуюся с моллюском. Он пытается спасти её, но она спасает себя как раз перед тем, как моллюск съедает Губку Боба. После того, как белка спасает Губку Боба, эти двое приветствуют друг друга и начинают представляться. Оказывается, белку зовут Сэнди Чикс, и она приглашает Губку Боба посетить её дом-купол, чтобы попить чай с печеньем, и даёт ему карту, где находится её дом. После этого Губка Боб бежит к Патрику, чтобы рассказать ему о том, что он пережил и с кем познакомился. Когда Патрик слышит от Губки Боба, что Сэнди говорила о воздухе, он думает, что это крутой разговор и что ему нужно быть крутым, выставив свой мизинец вверх (выше нос).
На следующий день Губка Боб приходит в дом Сэнди, но когда он заходит внутрь, то понимает, что дерево полностью заполнено воздухом. У Губки Боба начинаются проблемы с дыханием, но он не признаётся в этом Сэнди. Когда Сэнди показывает свой дом, Губка Боб пытается использовать птичью ванну для поглощения воды. В это же время Патрик, наблюдая за другом, напоминает ему «выше нос», и Губка Боб также даёт Сэнди цветы, которые белка с радостью принимает. После Губка Боб просит у Сэнди воды, когда она спрашивает, нужно ли ему что-нибудь, но неправильно истолковывает это как необходимость вазы с водой внутри для цветов. Когда Сэнди уходит, Губка Боб отчаянно хочет выбраться из дома, но потом меняет свой настрой, решая продолжить оставаться в доме, несмотря на отсутствие воды. Сэнди возвращается с вазой для цветов и снова начинает разговаривать с Губкой Бобом, но тот лишь сосредоточен на вазе. Когда печь внутри её дерева включается, Сэнди снова уходит. Губка Боб начинает задаваться вопросом, нужна ли ему вода в вазе. Постоянно повторяя себе, что она ему не нужна, но в конце концов Боб кричит:
 Мне-е очень нужна-а!
Губка Боб выпивает всю воду и пытается сбежать, но Патрик резко вошёл внутрь купола и помешал ему сделать это. Он говорит, что всё будет хорошо, но, когда он идёт, он и сам начинает задыхаться из-за нехватки воды. Друзья пытаются выбраться, но из-за нехватки сил не могут.
Вскоре Сэнди выходит из дерева и приходит к ним с чаем и печеньем, но тут же вскрикивает: Боб с Патриком высохли. Благо Сэнди надевает на них шлемы и заполняет их водой, чтобы они могли выжить в её куполе. Серия заканчивается тем, что троица с удовольствием пьёт чай.

## Роли
| Персонаж                   | Оригинальное озвучивание | Русский дубляж   |
| -------------------------- | ------------------------ | ---------------- |
| Губка Боб Квадратные Штаны | Том Кенни                | Сергей Балабанов |
| Патрик Стар                | Билл Фагербакки          | Юрий Маляров     |
| Сэнди Чикс                 | Кэролин Лоуренс          | Нина Тобилевич   |

## Производство
Серия «Чаепитие под куполом» была написана Полом Тиббитом, Питером Бёрнсом и мистером Лоуренсом; Эдгар Ларразабал взял роль анимационного режиссёра, Марк О’Хэйр был главным раскадровщиком серии. Впервые данная серия была показана 1 мая 1999 года в США на телеканале «Nickelodeon». Во время премьерного показа серия собрала 6,9 миллиона зрителей.
Серия «Чаепитие под куполом» была выпущена на DVD-диске «Tales from the Deep» 28 января 2003 года. Она также вошла в состав DVD «SpongeBob SquarePants: The Complete 1st Season», выпущенного 28 октября 2003 года, и «SpongeBob SquarePants: The First 100 Episodes», выпущенного 22 сентября 2009 года и состоящего из всех эпизодов с первого по пятый сезоны мультсериала. Позже серия вошла в DVD «SpongeBob SquarePants: 10 Happiest Moments», который появился на прилавках магазинов 14 сентября 2010 года.

## Отзывы критиков
«Чаепитие под куполом» получило в целом положительные отзывы от поклонников мультсериала и критиков. Пол Мэвис из «DVD Talk» с похвалой оценил данную серию. Мэвис назвал постепенное высыхание Губки Боба «ранней кульминационной точкой в мультсериале», особенно оценил сцену, где Губка Боб смотрит на вазу с водой. Он сказал: «Весело наблюдать, как умирающий Губка Боб пристально смотрит на эту вазу с водой».
Том Кенни, актёр озвучивания Губки Боба, поставил данную серию на 17-е место среди своих любимых. Он сказал: «Картина Ника Дженнингса „Хрустящий, высохший Губка Боб“ — это классика. Кроме того, Патрик призывает Губку Боба держать „мизинец вверх“ (выше нос), не обращая внимания на то, что Губка Боб сходит с ума».